# Cerut
En cerut er en cylindrisk cigar, som under fabrikationen har fået begge ender klippet af. Cerutter har typisk en længde på 9 til 16,5 centimeter og har en karakteristisk lugt.
| Pibe | Spire Denne artikel om tobaksrygning er en spire som bør udbygges. Du er velkommen til at hjælpe Wikipedia ved at udvide den. |